# Pełnia zła
Pełnia zła – amerykański thriller z 1993 roku w reżyserii Harolda Beckera.

## Fabuła
Małżeństwo Andy i Tracy mieszka w starym domu w studenckim miasteczku. Chcą go wyremontować, jednak nie pozwalają im na to niewielkie zarobki. Poszukują lokatora. Pewnego dnia jedna ze studentek zostaje brutalnie napadnięta. W tym samym dniu Andy spotyka dawnego szkolnego znajomego, obecnie szanowanego chirurga urazowego Jeda Hilla. Jed zostaje ich współlokatorem. Tracy zaczyna zachowywać się dziwnie, kiedy w ich domu pojawia się sublokator. Jed staje się powodem kłótni małżeństwa. Kobieta nagle ucieka z domu, Andy odkrywa, że dziecko, którego spodziewała się nie było jego, a znajomy może być groźnym psychopatą.

## Obsada
- Nicole Kidman – Tracy Kennsinger Safian
- Alec Baldwin – dr Jed Hill
- Bill Pullman – Andy Safian
- George C. Scott – dr Martin Kessler
- Bebe Neuwirth – detektyw Dana Harris
- Anne Bancroft – pani Kennsinger
- Peter Gallagher – Dennis Riley
- Josef Sommer – Lester Adams
- Tobin Bell – Earl Leemus
- William Duff-Griffin – dr George Sullivan
- Debrah Farentino – siostra Tanya
- Gwyneth Paltrow – Paula Bell
- Diana Bellamy – pani Worthington